# Chironia katangensis
Chironia katangensis là một loài thực vật có hoa trong họ Long đởm. Loài này được De Wild. mô tả khoa học đầu tiên năm 1913.